# Hertsberge
Hertsberge is een dorp in de Belgische provincie West-Vlaanderen en een deelgemeente van Oostkamp, het was een zelfstandige gemeente tot aan de gemeentelijke herindeling van 1977. In Hertsberge is het vroegere dorpsbeeld bewaard gebleven. Men vindt er nog steeds de kapel, het klooster, de katholieke school en de kerk naast elkaar. De gemeenteschool ligt iets afgelegener. Het ooit bosrijke gebied heeft in de loop der jaren plaats gemaakt voor een woonpark met luxueuze woningen.

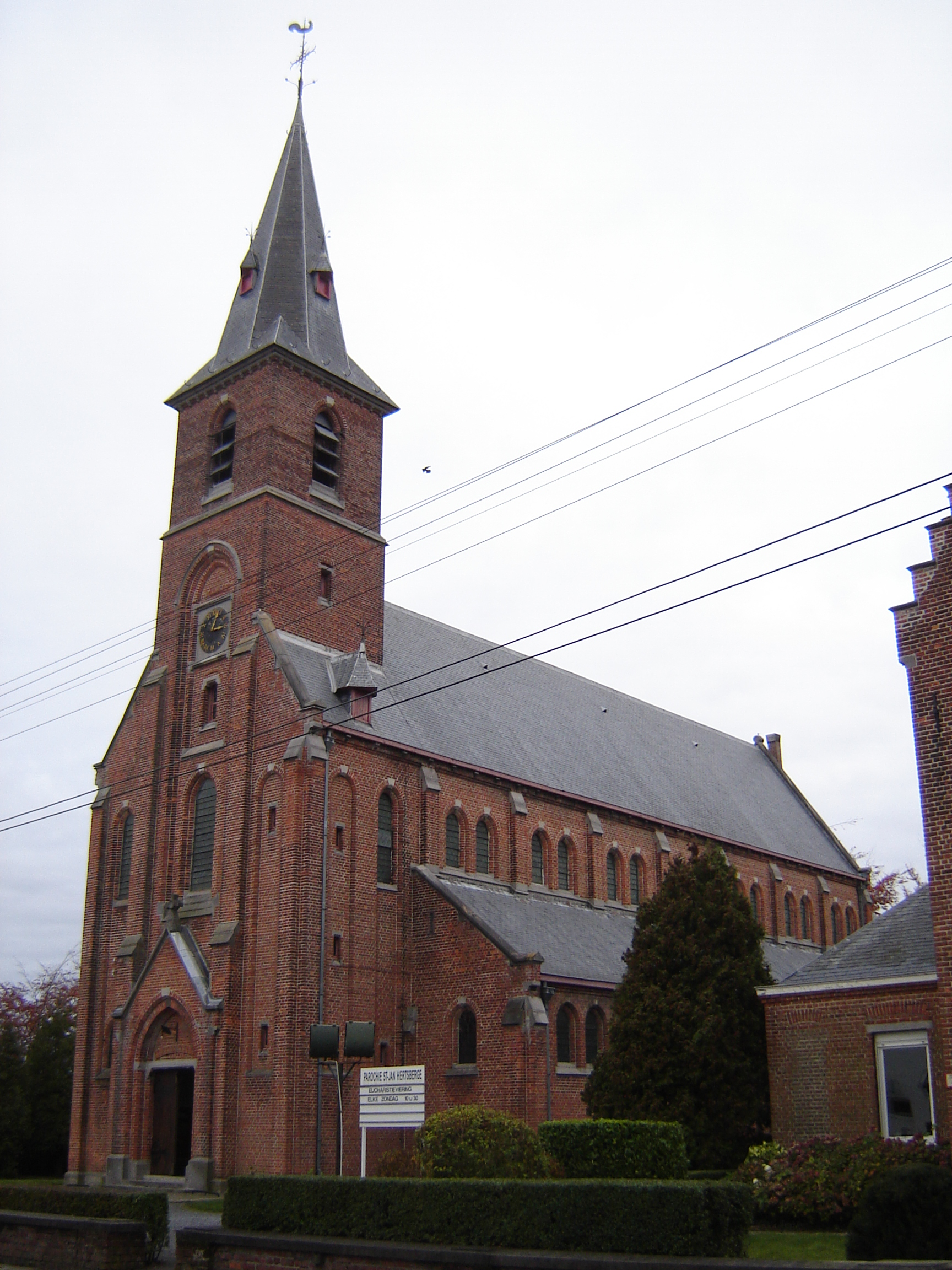
Sint-Janskerk

## Geschiedenis
Hertsberge (vroeger ook "Hertsbergam", "Hertesberge") is een samentrekking van het Germaanse woord "Hirutas" (hert) en "berga" (berg). Door de wet van 17 november 1919 kwam de gemeente Hertsberge tot stand. Daarvoor werden delen van de gemeenten Ruddervoorde, Oostkamp en Wingene samengevoegd. Maar de geschiedenis van Hertsberge reikt veel verder.
In de heerlijkheid Hertsberge lag een proosdij van reguliere kanunniken, afhankelijk van de abdij Sint-Calixtus in Cysoing (Noord-Frankrijk). De proosdij werd afgeschaft tijdens de Franse Revolutie. Van deze middeleeuwse plek is vandaag nog enkel de laat-gotische kapel, geïntegreerd in het negentiende-eeuwse kasteel Rapaert de Grass. De proosdij was gelegen waar nu het kasteel van Hertsberge staat. De oude kapel, oorspronkelijk uit 1551, herinnert nog aan de plaats waar de Sint-Gertrudiskapel sedert 1149 stond. Diederik en Filips van de Elzas zouden schenkingen gedaan hebben ten gunste van de kapel. Aanvankelijk vormde Hertsberge samen met Gottem één heerlijkheid.

## Demografische ontwikkeling
- Bronnen:NIS, Opm:1831 tot en met 1970=volkstellingen; 1976 = inwoneraantal op 31 december

## Wapenschild
Johan van Hertsberge had een zegelring met een schild met daarop een klimmend hert dat tussen het gewei een kruis droeg. Het wapen van Hertsberge is van zilver met twee elkaar aankijkende herten, geplaatst op een bareel en alles in natuurkleur. De herten zijn wellicht ontleend aan het wapen van de familie van Hertsberge. Het gemeentewapen werd nooit officieel erkend.

## Bezienswaardigheden
- Sint-Janskerk
- Kasteel van Hertsberge

## Natuur en landschap
Hertsberge ligt in Zandig Vlaanderen en de hoogte van de kern bedraagt ongeveer 15 meter. De hoogte van de deelgemeente varieert van 10 tot 24 meter. In het westen loopt de Hertsbergebeek en in het oosten ligt het Bulskampveld. Dit deel van het Bulskampveld, waarop zich vanaf omstreeks 1850 het Kasteel Bulskampveld bevond, werd in de jaren '60 van de 20e eeuw echter verkaveld, waarbij in 1960 het kasteel werd afgebroken.

## Nabijgelegen kernen
Waardamme, Erkegem, Beernem, Sint-Joris, Wingene